# Due diligence defense
Mit dem aus dem amerikanischen Recht stammenden Begriff due diligence defense wird im Kapitalmarktrecht eine spezielle Form der Verteidigung des Beklagten gegen eine Prospekthaftungsklage bezeichnet.

## Hintergrund
Bei der Aufnahme von Kapital an einem Kapitalmarkt kann der Emittent von Wertpapieren in der Europäischen Union verpflichtet sein, einen Wertpapierprospekt zu erstellen. Diese Pflicht folgt aus der so genannten „Prospektrichtlinie“ (2003/71/EG), die von den Mitgliedstaaten der Europäischen Union bis zum 1. Juli 2005 in nationales Recht umzusetzen war.
In Deutschland erfolgte die Umsetzung der Richtlinie durch das Wertpapierprospektgesetz (WpPG). Gemäß § 3 WpPG ist ein Emittent von Wertpapieren, die an einem organisierten Markt angeboten werden sollen, verpflichtet, einen Prospekt zu erstellen, der der Information der Anlieger dient. So muss der Prospekt bei einer Aktienemission etwa die letzten drei Jahresabschlüsse der Gesellschaft enthalten. Spezialregelungen in anderen Gesetzen dehnen diese Pflicht auch auf Anleiheemissionen und bestimmte Emissionen am Grauen Kapitalmarkt aus.
Stellt sich heraus, dass der Prospekt unrichtig oder unvollständig ist, haftet der Emittent den Anlegern gemäß § 21 WpPG für die entstandenen Schäden. Ebenso haftet eine Bank, wenn sie gemäß § 30 Abs. 2 BörsG in Verbindung mit § 5 Abs. 4 WpPG als Emissionsbegleiter die Verantwortung für den Prospekt übernommen hat.
Um eine Haftung zu vermeiden, hat der Emissionsbegleiter ein großes Interesse daran, nur einen vollständigen und richtigen Prospekt zu veröffentlichen. Er führt deshalb eine so genannte Due-Diligence-Prüfung des Emittenten durch, um die Vollständigkeit und Richtigkeit der Prospektangaben sicherzustellen. Damit soll bereits im Vorfeld des Börsengangs eine Prospekthaftungsklage vermieden werden.

## due diligence defense
Gelingt es dem Emissionsbegleiter nicht, durch die präventive Due-Diligence-Prüfung einer Prospekthaftungsklage vorzubeugen, bleibt ihm die Möglichkeit, sich im Prozess gegen eine Haftung zur Wehr zu setzen. Diese Verteidigung bezeichnet man als due diligence defense.

### US-amerikanischer Ursprung
Die due diligence defense hat ihren Ursprung im US-amerikanischen Recht, sie beruht auf section 11(b)(3)(A) Securities Act of 1933. Nach dieser Vorschrift kann sich ein beklagter Emissionsbegleiter in den USA darauf berufen, im Vorfeld der Emission alles Nötige und Zumutbare getan zu haben, um einen Prospektfehler zu vermeiden.

### Rechtslage in Deutschland
In Deutschland ist es einem Emissionsbegleiter dagegen nicht möglich, sich unmittelbar darauf zu berufen, er habe alle erforderlichen und zumutbaren Anstrengungen unternommen, um einen Prospektfehler zu verhindern.
Er hat dagegen die Möglichkeit nachzuweisen, dass ihm kein Verschulden zur Last fällt. Die due diligence defense ist nach deutschem Recht daher gegenüber dem US-amerikanischen Vorbild leicht abgewandelt – nicht die Prüfung selbst genügt bereits für eine Entlastung, sie kann aber den Vorwurf des Verschuldens entkräften.
Dies ist in Deutschland umso leichter möglich, als der Beklagte für eine Haftung aus § 21 WpPG mindestens grob fahrlässig gehandelt haben muss, siehe § 23 WpPG. Nach umstrittener, aber herrschender Ansicht fällt grobe Fahrlässigkeit dem Emissionsbegleiter aber nicht mehr zur Last, wenn ein unabhängiger Gutachter, der über besondere Sachkenntnis verfügt, die Prospektangaben gegenüber dem Emissionsbegleiter als richtig bestätigt hat.
Zu diesen Beratern zählen zum Beispiel Rechtsanwälte, Wirtschaftsprüfer oder Steuerberater. Da bei einer Due-Diligence-Prüfung für eine Vielzahl von Prospektangaben solche Berater hinzugezogen werden, ist es dem Emissionsbegleiter häufig möglich, einer Haftung aus dem Weg zu gehen. Dem Emittenten selbst gelingt der Entlastungsbeweis dagegen in der Regel nicht. Da er über das eigene Unternehmen am besten Bescheid weiß, fällt ihm regelmäßig grobe Fahrlässigkeit zur Last.